# Fredrik Sjøvold
Fredrik Sjøvold (Trondheim, 17 agosto 2003) è un calciatore norvegese, centrocampista del Bodø/Glimt.

## Carriera

### Club
Sjøvold è cresciuto nelle giovanili del Trygg/Lade, per poi entrare a far parte di quelle del Rosenborg. Il 4 febbraio 2020 è stato tesserato dal Tiller. Ha esordito in prima squadra il 24 luglio 2021, schierato titolare nella vittoria per 1-4 arrivata in casa del Tynset, sfida valida per il Norgesmesterskapet. Il 7 agosto è arrivato invece il debutto in 3. divisjon, nella sconfitta per 3-0 subita in casa dell'Aalesund 2.
Il 7 gennaio 2022, Sjøvold si è trasferito al Bodø/Glimt: ha firmato un contratto valido fino al 31 dicembre 2025. Il successivo 23 luglio ha esordito in Eliteserien, subentrando ad Hugo Vetlesen nella vittoria per 5-0 sul Jerv.
Il 5 gennaio 2023 ha prolungato il contratto che lo legava al Bodø/Glimt, fino al 31 dicembre 2027. Il 27 luglio 2023 ha debuttato nelle competizioni UEFA per club, sostituendo Brice Wembangomo nella vittoria per 3-0 sul Bohemians 1905, nei turni preliminari di Europa Conference League.

### Nazionale
Ha giocato nella nazionale norvegese Under-20.
Sjøvold ha esordito per la Norvegia under 21 in data 7 settembre 2023, schierato titolare nella vittoria per 0-7 contro San Marino.

## Statistiche

### Presenze e reti nei club
Statistiche aggiornate al 31 dicembre 2023.
| Stagione          | Club              | Campionato        | Campionato | Campionato | Coppe nazionali | Coppe nazionali | Coppe nazionali | Coppe continentali | Coppe continentali | Coppe continentali | Supercoppe | Supercoppe | Supercoppe | Totale | Totale |
| Stagione          | Club              | Comp              | Pres       | Reti       | Comp            | Pres            | Reti            | Comp               | Pres               | Reti               | Comp       | Pres       | Reti       | Pres   | Reti   |
| ----------------- | ----------------- | ----------------- | ---------- | ---------- | --------------- | --------------- | --------------- | ------------------ | ------------------ | ------------------ | ---------- | ---------- | ---------- | ------ | ------ |
| 2021              | Tiller            | 3D                | 12         | 0          | CN              | 2               | 0               | -                  | -                  | -                  | -          | -          | -          | 14     | 0      |
| 2022              | Bodø/Glimt        | ES                | 4          | 0          | CN              | 3               | 1               | UECL               | 0                  | 0                  | -          | -          | -          | 7      | 1      |
| 2023              | Bodø/Glimt        | ES                | 20         | 0          | CN              | 6               | 0               | UECL               | 13                 | 0                  | -          | -          | -          | 39     | 0      |
| 2024              | Bodø/Glimt        | ES                | 28         | 1          | CN              | 1               | 0               | UCL+UEL            | 6+11               | 0+0                | -          | -          | -          | 46     | 1      |
| Totale Bodø/Glimt | Totale Bodø/Glimt | Totale Bodø/Glimt | 52         | 1          |                 | 10              | 1               |                    | 30                 | 0                  |            | -          | -          | 92     | 2      |
| Totale            | Totale            | Totale            | 64         | 1          |                 | 12              | 1               |                    | 30                 | 0                  |            | -          | -          | 106    | 2      |

## Palmarès
- Campionato norvegese: 2

Bodø/Glimt: 2023, 2024